# Maratona aquática no Campeonato Mundial de Esportes Aquáticos de 2022
Os eventos da maratona aquática no Campeonato Mundial de Esportes Aquáticos de 2019 ocorreram entre 26 a 30 de junho de 2022, em Budapeste, na Hungria.

## Calendário
| Junho/Julho de 2022 | 17 sex | 18 sáb | 19 dom | 20 seg | 21 ter | 22 qua | 23 qui | 24 sex | 25 sáb | 26 dom | 27 seg | 28 ter | 29 qua | 30 qui | 01 sex | 02 sáb | 03 dom | Final por esportes |
| ------------------- | ------ | ------ | ------ | ------ | ------ | ------ | ------ | ------ | ------ | ------ | ------ | ------ | ------ | ------ | ------ | ------ | ------ | ------------------ |
| Maratona aquática   |        |        |        |        |        |        |        |        |        | 1      | 2      |        | 2      | 2      |        |        |        | 7                  |

## Eventos
Foram disputadas sete provas durante o evento.
Horário local (UTC+2).
| Data        | Hora  | Evento          |
| ----------- | ----- | --------------- |
| 26 de junho | 13:00 | 5 km por equipe |
| 27 de junho | 09:00 | 5 km masculino  |
| 27 de junho | 12:00 | 5 km feminino   |
| 29 de junho | 08:00 | 10 km feminino  |
| 29 de junho | 12:00 | 10 km masculino |
| 30 de junho | 07:00 | 25 km masculino |
| 30 de junho | 07:00 | 25 km feminino  |

## Medalhistas
Masculino
| Evento         | Ouro                     | Ouro      | Prata                    | Prata     | Bronze                 | Bronze    |
| -------------- | ------------------------ | --------- | ------------------------ | --------- | ---------------------- | --------- |
| 5 km detalhes  | GER Florian Wellbrock    | 52:48.8   | ITA Gregorio Paltrinieri | 52:52.7   | UKR Mykhailo Romanchuk | 53:13.9   |
| 10 km detalhes | ITA Gregorio Paltrinieri | 1:50:56.8 | ITA Domenico Acerenza    | 1:50:58.2 | GER Florian Wellbrock  | 1:51:11.2 |
| 25 km detalhes | ITA Dario Verani         | 5:02:21.5 | FRA Axel Reymond         | 5:02:22.7 | HUN Péter Gálicz       | 5:02:35.4 |

Feminino
| Evento         | Ouro                      | Ouro      | Prata              | Prata     | Bronze                    | Bronze    |
| -------------- | ------------------------- | --------- | ------------------ | --------- | ------------------------- | --------- |
| 5 km detalhes  | BRA Ana Marcela Cunha     | 57:52.9   | FRA Aurélie Muller | 57:53.8   | ITA Giulia Gabbrielleschi | 57:54.9   |
| 10 km detalhes | NED Sharon van Rouwendaal | 2:02:29.2 | GER Leonie Beck    | 2:02:29.7 | BRA Ana Marcela Cunha     | 2:02:30.7 |
| 25 km detalhes | BRA Ana Marcela Cunha     | 5:24:15.0 | GER Lea Boy        | 5:24:15.2 | NED Sharon van Rouwendaal | 5:24:15.3 |

Equipe mista (Masculino e Feminino)
| Evento        | Ouro                                                             | Ouro      | Prata                                                               | Prata     | Bronze                                                                                    | Bronze    |
| ------------- | ---------------------------------------------------------------- | --------- | ------------------------------------------------------------------- | --------- | ----------------------------------------------------------------------------------------- | --------- |
| 6 km detalhes | GER Alemanha Lea Boy Oliver Klemet Leonie Beck Florian Wellbrock | 1:04:40.5 | HUN Hungria Réka Rohács Anna Olasz Dávid Betlehem Kristóf Rasovszky | 1:04:43.0 | ITA Itália Ginevra Taddeucci Giulia Gabbrielleschi Domenico Acerenza Gregorio Paltrinieri | 1:04:43.0 |

## Quadro de medalhas
| Ordem | País          | Medalha de ouro | Medalha de prata | Medalha de bronze | Total |
| ----- | ------------- | --------------- | ---------------- | ----------------- | ----- |
| 1     | Itália        | 2               | 2                | 2                 | 6     |
| 2     | Alemanha      | 2               | 2                | 1                 | 5     |
| 3     | Brasil        | 2               | 0                | 1                 | 3     |
| 4     | Países Baixos | 1               | 0                | 1                 | 2     |
| 5     | França        | 0               | 2                | 0                 | 2     |
| 6     | Hungria       | 0               | 1                | 1                 | 2     |
| 7     | Ucrânia       | 0               | 0                | 1                 | 1     |
| Total | Total         | 7               | 7                | 7                 | 21    |